# Vladimir Scheffer
Vladimir Scheffer (* 8. November 1950; † 14. April 2023 in New Brunswick, New Jersey) war ein US-amerikanischer Mathematiker, der sich mit Partiellen Differentialgleichungen und geometrischer Maßtheorie befasste.

## Werdegang
Scheffer wurde 1974 bei Frederick Almgren an der Princeton University promoviert (Regularity and Irregularity of Solutions to Nonlinear Second-Order Elliptic Systems of Partial Differential Equations and Inequalities). Er war Professor an der Rutgers University und davor bereits an der Princeton University.
1993 bewies er die Existenz paradoxer schwacher Lösungen der Euler-Gleichungen idealer inkompressibler Flüssigkeiten, die dem plötzlichen Auftreten turbulenter Strömungen ohne äußere Anregung entsprechen (Scheffer-Shnirelman Paradoxon nach Scheffer und Alexander Shnirelman). Der Beweis war kompliziert (auch in der einige Jahre später erfolgten Vereinfachung von Shnirelman), und 2008 gaben László Székelyhidi und Camillo De Lellis einen einfacheren Beweis mit neuen Methoden.
Er trug auch zum Satz von Caffarelli-Kohn-Nirenberg über Teil-Regularität (bzw. über den Charakter der Singularitäten) der Lösungen der dreidimensionalen Navier-Stokes-Gleichung bei.
2000 veröffentlichte er mit Jean Taylor einen umfangreichen nachgelassenen Beweis seines Lehrers Almgren aus der geometrischen Maßtheorie (Regularitätssatz von Almgren). Er übersetzte das Buch über Ergodentheorie von Jakow Grigorjewitsch Sinai aus dem Russischen (Ergodic Theory, Princeton University Press 1976).
1981 erhielt er ein Forschungsstipendium der Alfred P. Sloan Foundation (Sloan Research Fellowship). 1986 war er Invited Speaker auf dem Internationalen Mathematikerkongress in Berkeley (A self-focusing solution of the Navier-Stokes equations with a speed-reducing external force).

## Schriften (Auswahl)
Außer den in den Fußnoten zitierten Arbeiten.
- A solution to the Navier-Stokes inequality with an internal singularity, Comm. Math. Phys., Band 101, 1985, S. 47–85
- The Navier-Stokes equations on a bounded domain, Comm. Math. Phys., Band 73, 1980, S. 1–42
- Boundary regularity for the Navier-Stokes equations in half-space, Comm. Math. Phys., Band 85, 1982, S. 275–299
- Estimates on the vorticity of solutions to the Navier-Stokes equations, Comm. Math. Phys., Band 81, 1981, S. 379–400
- Nearly one dimensional singularities of solutions to the Navier-Stokes inequality, Comm. Math. Phys., Band 110, 1987, S. 525–551
- The Navier-Stokes equations in space dimension four, Comm. Math. Phys., Band 61, 1978, S. 41–68
- Hausdorff measure and the Navier-Stokes equations, Comm. Math. Phys., Band 55, 1977, S. 97–112
- Turbulence and Hausdorff dimension, in: Turbulence and the Navier-Stokes equations, Lecture Notes in Mathematics 565, Springer Verlag, 1976, S. 94–112
- Partial regularity solutions to the Navier Stokes equations, Pacific J. Math., Band 66, 1976, S. 535–552